# Autochthone Art
Als autochthone Art (von altgriechisch αὐτός autós, deutsch ‚selbst‘ und χθών chthōn, deutsch ‚Erde‘) bezeichnet man in der Biologie Lebewesen, die im aktuellen Verbreitungsgebiet (Region, Biotop) entstanden sind (sich evolutionär gebildet haben) oder dort im Zuge von natürlichen Arealerweiterungen, d. h. ohne menschlichen Einfluss, eingewandert sind. In der Botanik spricht man beispielsweise bei Bäumen von autochthonen Arten oder bei Rebsorten von autochthonen Sorten.
Demgegenüber stehen allochthone (gebietsfremde, manchmal auch fremdländische) Arten, die durch das Wirken des Menschen in einem Gebiet vorkommen, in dem sie nicht natürlich eingewandert sind.

## Nachweise
- Gerhard Wagenitz: Wörterbuch der Botanik. Morphologie, Anatomie, Taxonomie, Evolution. 2., erweiterte Auflage. Nikol, Hamburg 2008, ISBN 978-3-937872-94-0, S. 30.
- Klingenstein, F., Kornacker, P.M., Martens, H., Schippmann, U.: Gebietsfremde Arten. Positionspapier des Bundesamtes für Naturschutz. In: BfN-Skripten. 128. Jahrgang, 2005, S. 7–9 (bfn.de).
- Gebietsfremde Arten. (PDF; 1,4 MB) bfn, abgerufen am 11. Oktober 2013.